# Arnoldus van Baar
Arnoldus van Baar (Eindhoven, 4 november 1752 - Eindhoven, 13 mei 1821) is een voormalig burgemeester van de Nederlandse stad Eindhoven. 
Van Baar werd geboren als zoon van de Eindhovense burgemeester Rudolphus van Baer en Anna Maria Zeegers. In 1786 was hij lid van het Eindhovens Patriotistisch Genootschap 'de Vaderlandsche Sociëteit Concordia’.
Hij was in Eindhoven schepen in 1795, raad van 1800 tot 1802, in 1807 deelgenoot in de katoenspinnerij en -weverij en Turkse roodververij van Rudolphus van Baer & Zonen, op 4 december 1812 benoemd tot Adjoint du Maire, policie-meester in 1814, raad in 1814 en 1815, stadsarchitect in 1815, en burgemeester van 1816 tot aan zijn dood in 1821, waarvan in 1818 en 1821 presiderend. 
Hij was niet gehuwd.